# 정주 표절사
정주 표절사(定州 表節祠)는 평안북도 정주시에 있는 사우이다.
조선 순조 때 홍경래의 난으로 죽은 충렬공 정시(忠烈公 鄭蓍)를 비롯한 7의사를 모시기 위해 지어졌고, 1824년 사액을 받았다.
정시는 난이 발발한 직후 군민을 모아 적에 대항하려다 사로잡히자 투항을 거부하여 살해당하였다. 나머지 6인의 의사는 한호운(韓浩運)·백경한(白慶翰)·박지환(朴之煥)·허항(許沆)·제경욱(諸景彧)·김대택(金大宅) 등인데, 이들도 난중에 의(義)를 지켜 모두 죽었다.

## 같이 보기
- 정시 (조선 무신)